# Idalus
Idalus är ett släkte av fjärilar. Idalus ingår i familjen björnspinnare.

## Bildgalleri

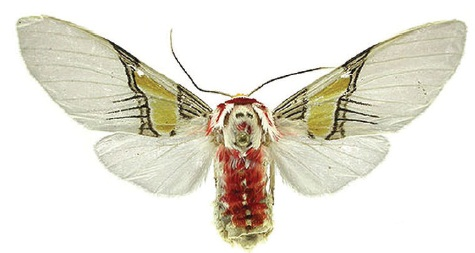
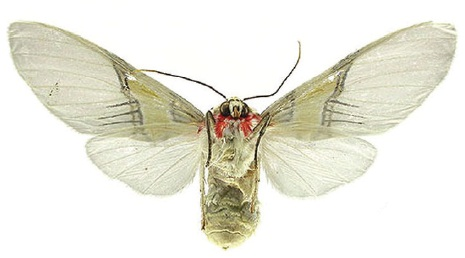
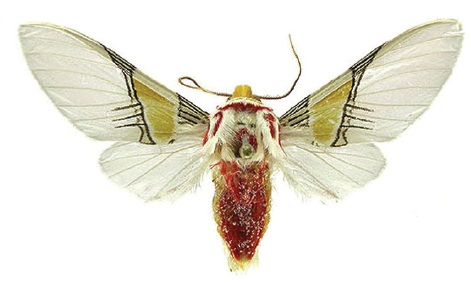
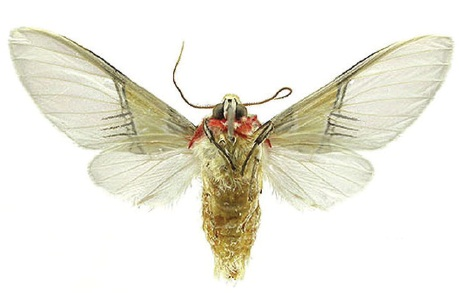
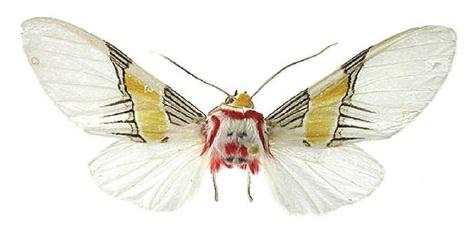
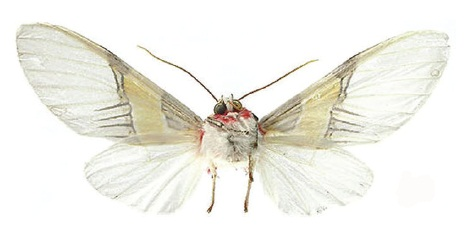

## Dottertaxa tillIdalus, i alfabetisk ordning[1]
- Idalus admirabilis
- Idalus affinis
- Idalus agastus
- Idalus agricus
- Idalus albescens
- Idalus albidior
- Idalus aleteria
- Idalus aletis
- Idalus bicolor
- Idalus bicolorella
- Idalus borealis
- Idalus brachystriata
- Idalus carinosa
- Idalus citrina
- Idalus coacta
- Idalus crinis
- Idalus critheis
- Idalus daga
- Idalus dares
- Idalus decisa
- Idalus delicata
- Idalus dilucida
- Idalus dognini
- Idalus dorsalis
- Idalus erythronota
- Idalus fasciipuncta
- Idalus felderi
- Idalus flavibrunnea
- Idalus flavicostalis
- Idalus herois
- Idalus idalia
- Idalus intermedia
- Idalus iragorri
- Idalus irrupta
- Idalus lineosus
- Idalus lucens
- Idalus luteorosea
- Idalus lutescens
- Idalus meridionalis
- Idalus metacrinis
- Idalus monostidza
- Idalus mossi
- Idalus multicolor
- Idalus nigropunctata
- Idalus noiva
- Idalus obscura
- Idalus occidentalis
- Idalus ochracea
- Idalus ochreata
- Idalus ortus
- Idalus panamensis
- Idalus perlineosa
- Idalus pichesensis
- Idalus quadratus
- Idalus sublineata
- Idalus tenuifascia
- Idalus troias
- Idalus tuisana
- Idalus tumara
- Idalus tybris
- Idalus venata
- Idalus veneta
- Idalus vitrea
- Idalus vitreoides